# Elitserien i volleyboll för damer 2016/2017

Elitserien i volleyboll för damer 2016/2017  vanns av Engelholms VS. 

## Tabeller
Lagen delades upp i tre grupper med Engelholms VS, Svedala Volley och Lunds VK i en sydlig grupp, Gislaveds VBK, Hylte/Halmstad VBK och RIG Falköping i en mittengrupp och Lindesbergs VBK, Sollentuna VK och Örebro Volley i en nordlig grupp. Lagen spelade två hemma- och två bortamatcher mot lagen i samma grupp och en hemma- och en bortamatch mot lagen i de övriga grupperna
| Pos | Lag                | M  | V  | F  | P  | SV | SF | SK    | BV   | BF   | BK    | Kvalificering |
| --- | ------------------ | -- | -- | -- | -- | -- | -- | ----- | ---- | ---- | ----- | ------------- |
| 1   | Engelholms VS      | 20 | 19 | 1  | 57 | 57 | 6  | 9,500 | 1559 | 1094 | 1,425 | Slutspel      |
| 2   | Hylte/Halmstad VBK | 20 | 17 | 3  | 51 | 53 | 10 | 5,300 | 1551 | 1157 | 1,341 | Slutspel      |
| 3   | Örebro Volley      | 20 | 15 | 5  | 44 | 47 | 20 | 2,350 | 1582 | 1370 | 1,155 | Slutspel      |
| 4   | Lindesbergs VBK    | 20 | 13 | 7  | 39 | 41 | 23 | 1,783 | 1478 | 1295 | 1,141 | Slutspel      |
| 5   | Gislaveds VBK      | 20 | 10 | 10 | 30 | 32 | 34 | 0,941 | 1443 | 1475 | 0,978 | Slutspel      |
| 6   | Svedala Volley     | 20 | 7  | 13 | 25 | 32 | 42 | 0,762 | 1479 | 1649 | 0,897 | Slutspel      |
| 7   | Sollentuna VK      | 20 | 5  | 15 | 13 | 16 | 50 | 0,320 | 1256 | 1545 | 0,813 | Slutspel      |
| 8   | Lunds VK           | 20 | 4  | 16 | 10 | 16 | 54 | 0,296 | 1282 | 1634 | 0,785 | Slutspel      |
| 9   | RIG Falköping      | 20 | 0  | 20 | 1  | 5  | 60 | 0,083 | 1189 | 1600 | 0,743 |               |

## Slutspel
|  | Kvartsfinaler      | Kvartsfinaler      |                 |   | Semifinaler         | Semifinaler         |  |  | Final | Final |
|  |                    |                    |                 |   |                     |                     |  |  |       |       |
|  |                    |                    |                 |   |                     |                     |  |  |       |       |
|  |                    |                    |                 |   |                     |                     |  |  |       |       |
|  | Engelholms VS      | 3                  |                 |   |                     |                     |  |  |       |       |
|  | Engelholms VS      | 3                  |                 |   |                     |                     |  |  |       |       |
|  | Lunds VK           | 0                  |                 |   |                     |                     |  |  |       |       |
|  | Lunds VK           | 0                  | Engelholms VS   | 3 |                     |                     |  |  |       |       |
|  |                    |                    | Engelholms VS   | 3 |                     |                     |  |  |       |       |
|  |                    | Lindesbergs VBK    | 0               |   |                     |                     |  |  |       |       |
|  | Lindesbergs VBK    | Lindesbergs VBK    | 0               | 3 |                     |                     |  |  |       |       |
|  | Lindesbergs VBK    |                    |                 | 3 |                     |                     |  |  |       |       |
|  | Svedala Volley     | 0                  |                 |   |                     |                     |  |  |       |       |
|  | Svedala Volley     | 0                  | Engelholms VS   | 3 |                     |                     |  |  |       |       |
|  |                    |                    | Engelholms VS   | 3 |                     |                     |  |  |       |       |
|  |                    | Hylte/Halmstad VBK | 1               |   |                     |                     |  |  |       |       |
|  | Örebro Volley      | Hylte/Halmstad VBK | 1               | 3 |                     |                     |  |  |       |       |
|  | Örebro Volley      |                    |                 | 3 |                     |                     |  |  |       |       |
|  | Sollentuna VK      | 0                  |                 |   |                     |                     |  |  |       |       |
|  | Sollentuna VK      | 0                  | Örebro Volley   | 0 |                     |                     |  |  |       |       |
|  |                    |                    | Örebro Volley   | 0 |                     |                     |  |  |       |       |
|  |                    | Hylte/Halmstad VBK | 3               |   | Match om tredjepris | Match om tredjepris |  |  |       |       |
|  | Hylte/Halmstad VBK | Hylte/Halmstad VBK | 3               | 3 | Match om tredjepris | Match om tredjepris |  |  |       |       |
|  | Hylte/Halmstad VBK |                    |                 | 3 |                     |                     |  |  |       |       |
|  | Gislaveds VBK      | 0                  |                 |   |                     |                     |  |  |       |       |
|  | Gislaveds VBK      | 0                  | Lindesbergs VBK | 0 |                     |                     |  |  |       |       |
|  |                    |                    |                 |   |                     |                     |  |  |       |       |
|  | Örebro Volley      | 2                  |                 |   |                     |                     |  |  |       |       |
|  | Örebro Volley      | 2                  |                 |   |                     |                     |  |  |       |       |

- Slutspelet spelas i bäst av 5 matcher, förutom  match om tredjepris

## Fotnoter
1. 1 2 3  ”SM-slutspel 2016/17”. Svenska Volleybollförbundet. https://svbf-web.dataproject.com/CompetitionHome.aspx?ID=70. Läst 5 maj 2022.